# Euphorbia decaryi
Euphorbia decaryi là một loài thực vật thuộc họ Euphorbiaceae đặc hữu của Madagascar. Môi trường sống tự nhiên của chúng là rừng khô nhiệt đới hoặc cận nhiệt đới, vùng cây bụi khô khu vực nhiệt đới hoặc cận nhiệt đới, và vùng nhiều đá. Chúng hiện đang bị đe dọa vì mất môi trường sống.
Euphorbia decaryi là một spreading, evergreen plant, under 6" in height, và blooming tháng 4-June. Flowers are chartreuse, yellow-green, yellow, hoặc red; female flowers carry a three-part pistil over a three-part ovary, producing three hoặc sometimes more seeds.

## Hình ảnh

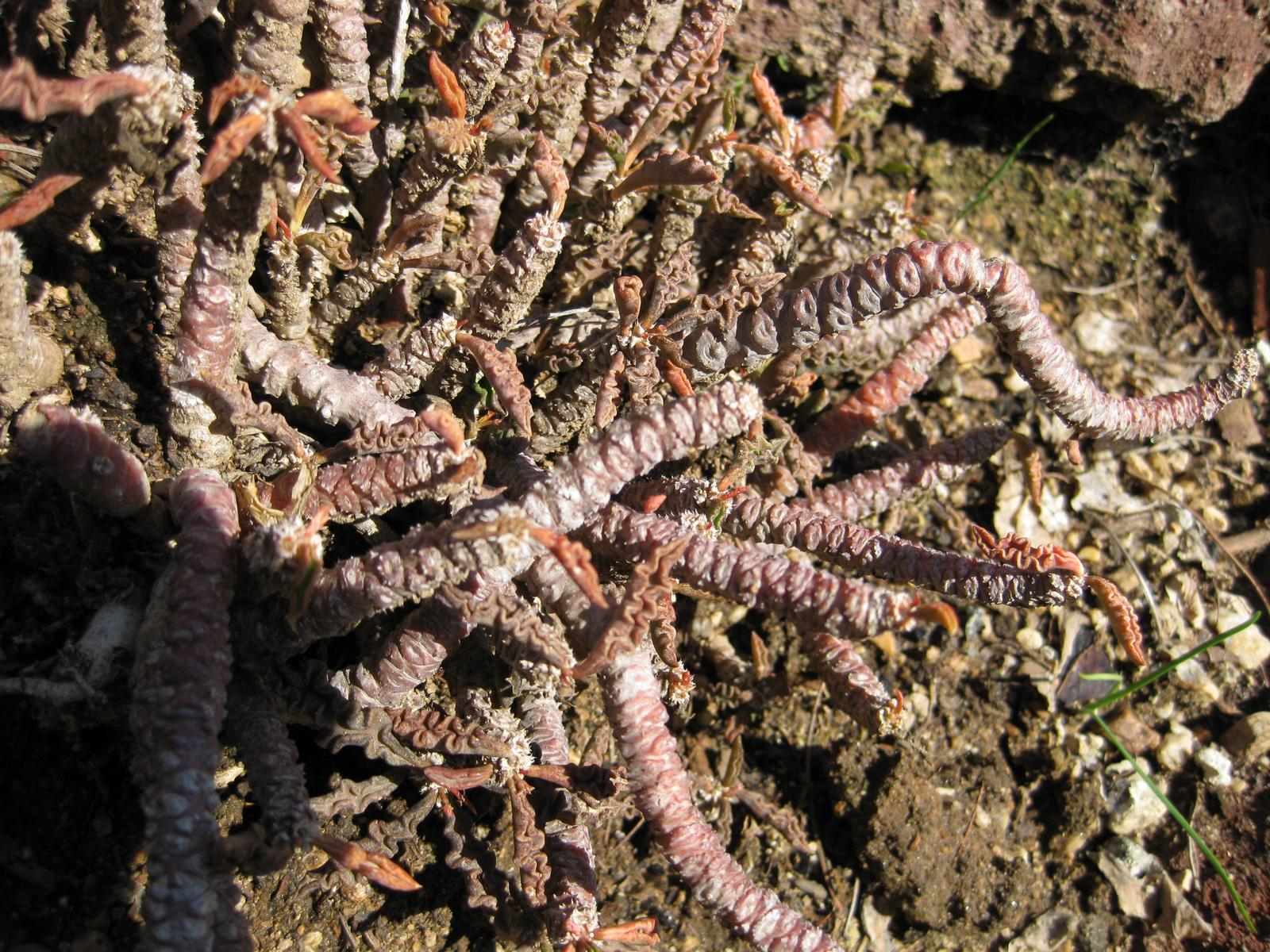
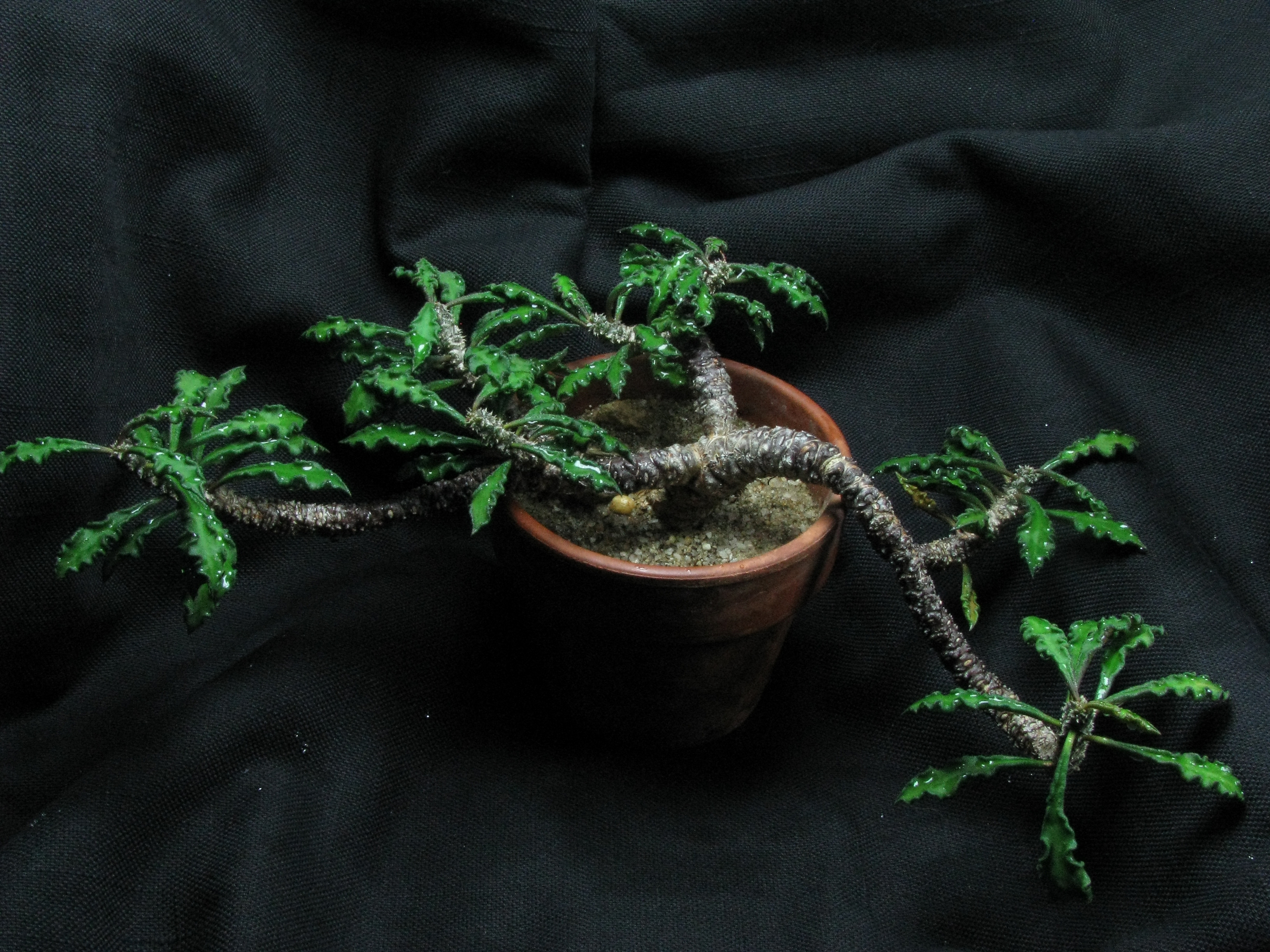
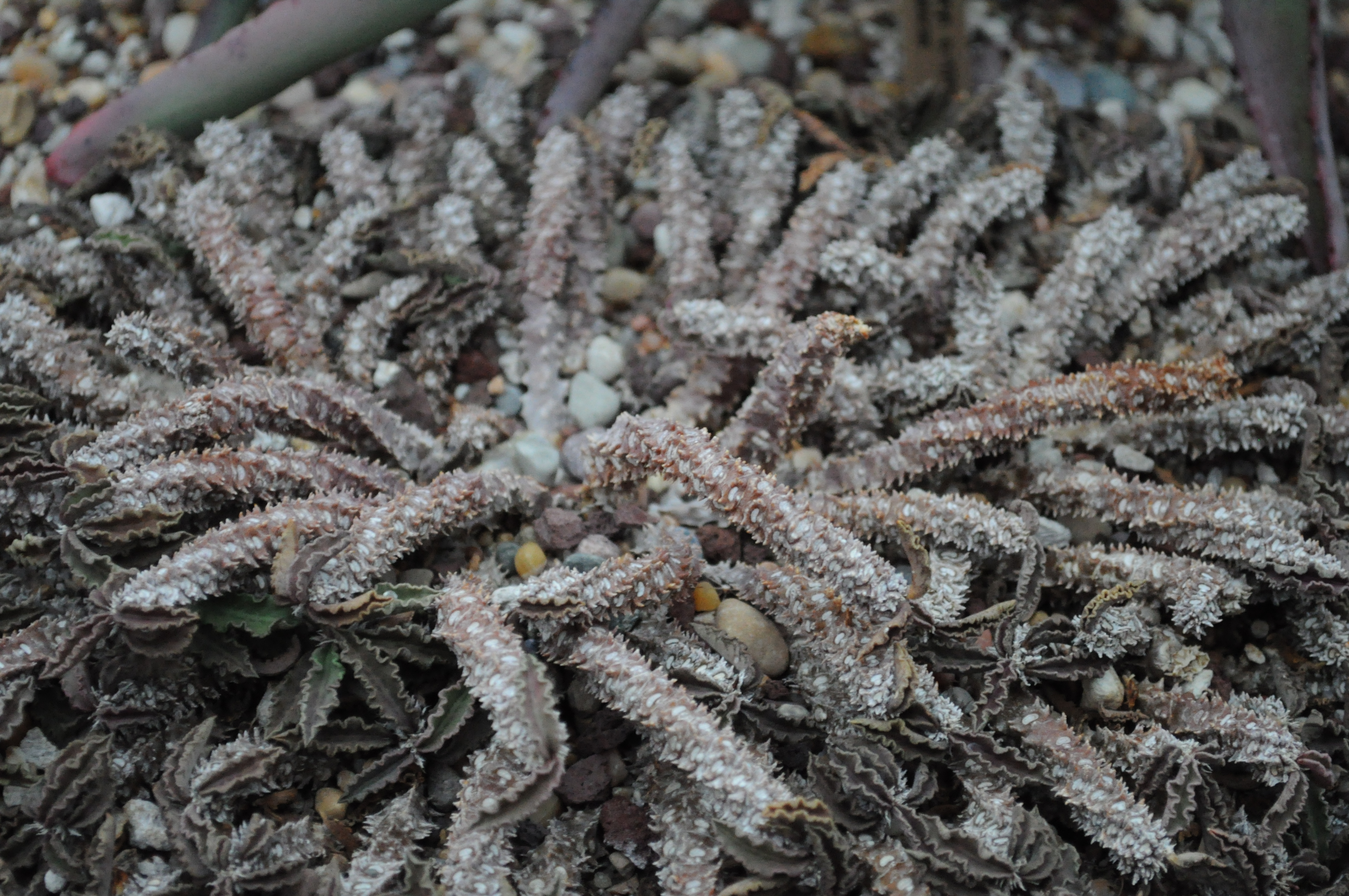
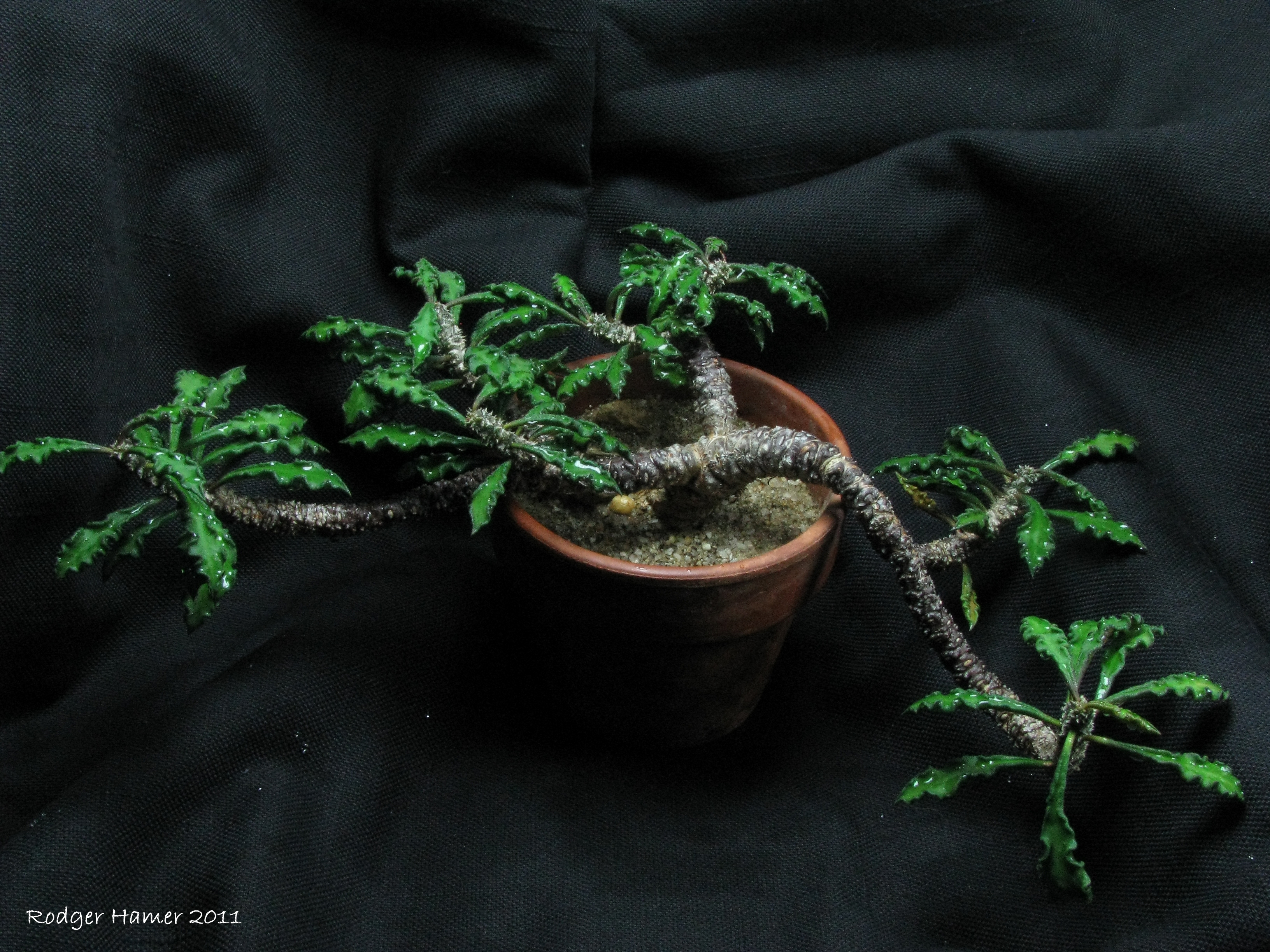